# رزقه، قنا
رزقه (به عربی: الرزقة)، روستایی از توابع شهرستان ابو تشت در استان قنا و کشور مصر است.

## جمعیت
براساس سرشماری سال ۲۰۰۶ مصر، جمعیت آن ۸۴۷۷ نفر(۴۰۰۳ مرد و ۴۴۷۴ زن) بوده‌است.